# Lanová dráha Černý Důl – Kunčice nad Labem

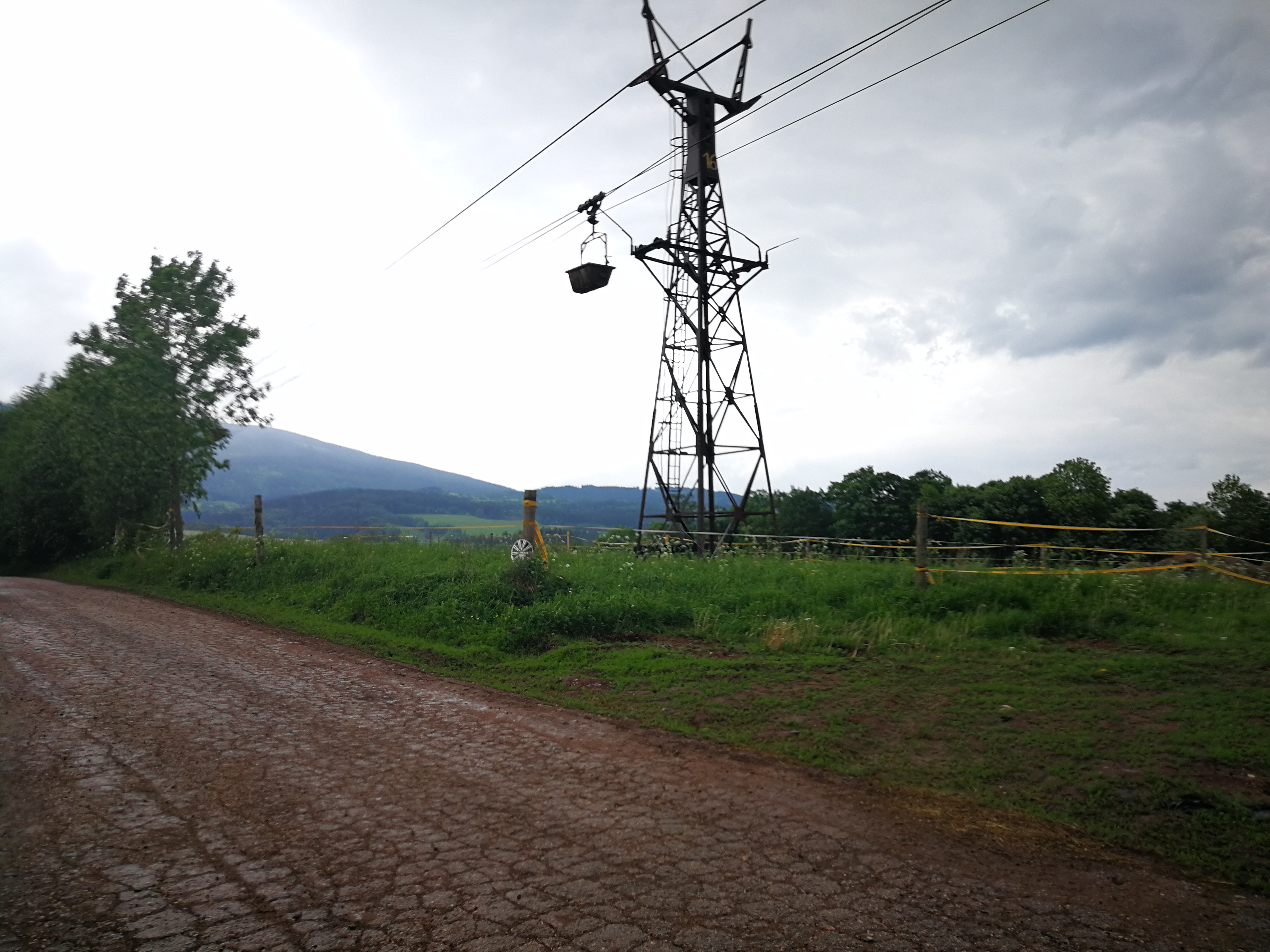
Podpěra u vrchu Kovársko

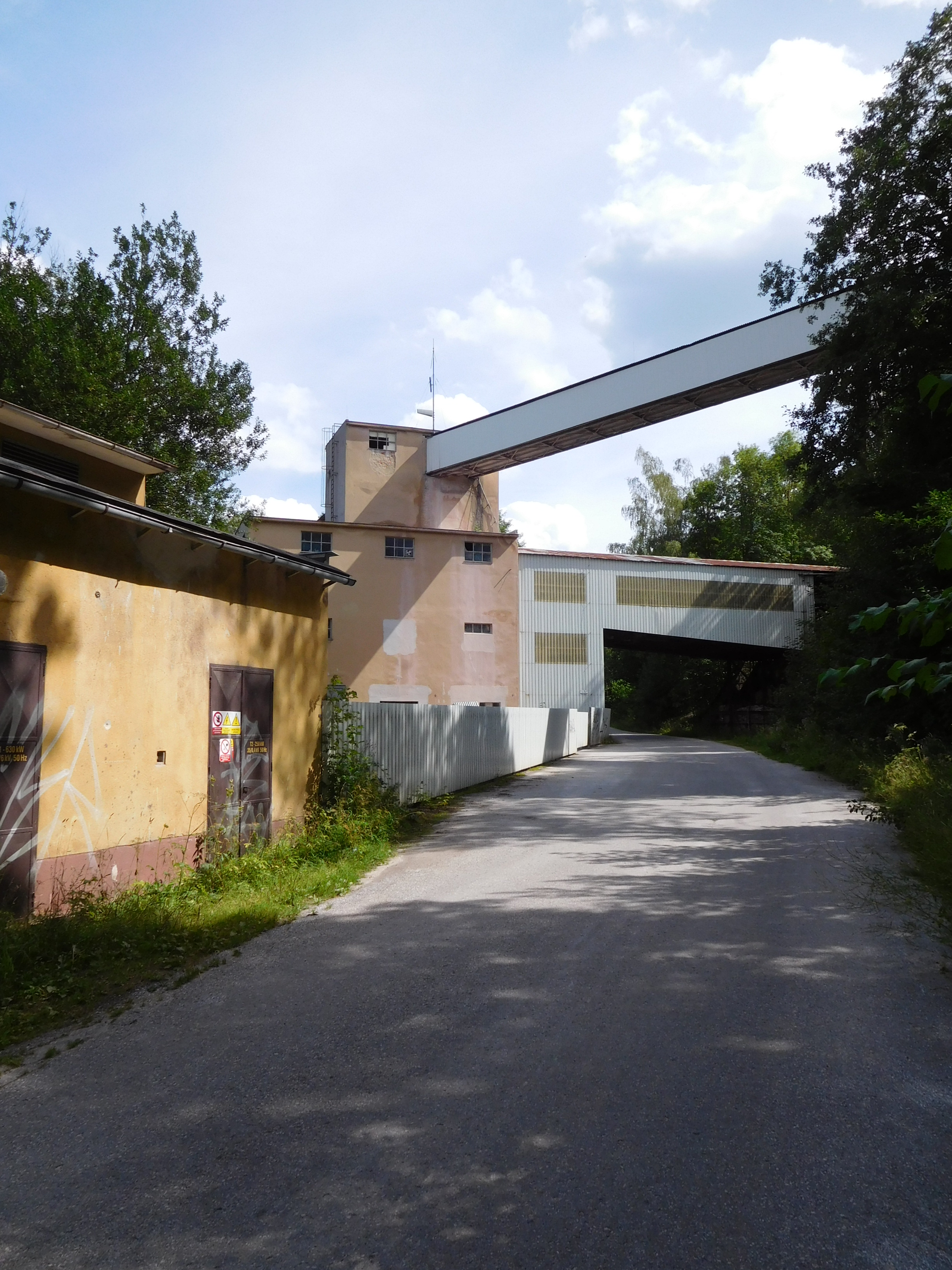
Horní stanice Černý Důl

Nákladní visutá lanová dráha Černý Důl – Kunčice nad Labem v Krkonoších je určena pro přepravu kusového vápence z lomu v Černém Dole ke zpracování v Kunčicích nad Labem. Byla postavena v letech 1959–1963, šikmá délka je 8350 m, vodorovná délka 8230 metrů, převýšení 215 metrů. Je označovaná za nejdelší nákladní lanovou dráhu ve střední Evropě. Provozovatelem je důlní společnost Krkonošské vápenky Kunčice, a.s. 

## Historie a funkce
Lanovku stavěl v letech 1959–1963 tehdejší monopolní výrobce, oborový podnik Transporta Chrudim. V době jejího vzniku existovala řada podobných lanovek například na Ostravsku, Berounsku, Ústecku, Brněnsku, Kladensku i jinde, většina z nich však od té doby zanikla.
V době vzniku lanovky měla kunčická vápenka dvě pece na vypalování vápna, které vyžadovaly nepřetržitý plynulý přísun materiálu, který v případě výpadku lanovky musel být nahrazen nákladními automobily. Začátkem 90. let byly pece zrušeny a produkce soustředěna na betony a maltové směsi podle poptávky, zároveň se poptávka snížila asi na polovinu. V minulosti bývala lanovka v provozu nepřetržitě i v noci, takže byla předmětem stížností na hlučnost provozu. Po zrušení pecí je v provozu již jen v pracovních dnech od 6 do 14 hodin, v zimě od 7 do 15 hodin.
Po ukončení těžební činnosti má být lanovka rozebrána. V roce 2017 vedoucí výrobního provozu uváděl, že výhled na těžbu podle materiálové základny v lomu je odhadován na dalších sedmnáct let, tedy zhruba do roku 2034.

## Trasa
Horní stanice se nachází na jihozápadním okraji obce Černý Důl, východně od vápencového lomu, s nímž je propojena soustavou pásových dopravníků. Dolní stanice se nachází ve vápence při železniční trati 040 (Chlumec nad Cidlinou – Trutnov) mezi stanicemi Kunčice nad Labem a Klášterská Lhota. Trasa lanovky z horní stanice nejprve dvakrát překříží účelovou komunikaci k lomu, překonává bezejmenné potoky a silnici I/14, poté prochází souběžně s cyklotrasou č. 4298 kolem vrcholů Kovársko (535 m) a Malá Sněžka (499 m), nad obcí Dolní Lánov překonává údolí Malého Labe se silnicí III/32552, křižuje Suchý potok a další, bezejmenný potok s cyklotrasou č. 4299 a poté vede kolem vrcholu Šance (462 m), od kterého již spadá k železniční trati u Kunčic. V části trasy vedou podél lanovky zpevněné či nezpevněné polní cesty. Přejezdy cest a zástavby jsou chráněny drátěnou sítí. Ochranná síť má být schopna zadržet nejen případné kusy vápence, ale i utržený vozík.

## Technický popis
Lanovka je založena na systému dvou nosných lan a nekonečného tažného lana. Přepravní kapacita je až 135 tun/h, za jednu pracovní směnu přepraví cca 800 tun kusového vápence pro výrobu mletých vápenců a maltových směsí. Obíhá na ní 250–330 (250–260) vozíků o kapacitě po 0,75 t (obsah korby 0,5 m³), vzdálených od sebe 60 až 63 metrů, časový interval mezi vozy tak je 19 až 20 sekund. Hmotnost prázdného vozíku je 450 kg, plného 1200 kg. Vozíky jsou upevněny na nosném laně, které na zátěžové straně má průměr 45 mm a na druhé straně 35,5 mm, s připnutím k obíhajícímu tažnému lanu o průměru 25 mm. Maximální rychlost a zároveň jmenovitá provozní rychlost je 3,15 m/s, revizní provozní rychlost je 1,00 m/s, doba jízdy mezi koncovými stanicemi 45 minut. Celá trasa je dlouhá 8350 m, pro snadnější údržbu a výměnu lan je rozdělena do osmi úseků, oddělených 6 kotevními a napínacími stanicemi, na trati jsou tři kolejové přechody. Na trase je 49 podpěr o výšce 6–30 metrů. Půdorysný profil trasy je přímý. 
Ve stanici Černý Důl se vozíky při příjezdu odpojují z dráhy nejprve přejezdem přes výhybku na slepou kolej a posléze vyzdvižením a spuštěním jeřábkem pod stanici do skladovacích prostor. Po kolejnici jsou za pohonu podávacího zařízení vozíky přemístěny ke čtveřici násypek, před příslušnou násypkou se zastaví o zarážku, kde pracovník obsluhuje jak násyp suroviny do korbičky vozíku, tak i jeho vypravení na odjezdovou kolej. Z odjezdové koleje jsou nahromaděné vozíky automaticky vypouštěny na trať pomocí fotobuňky, která sleduje otáčky kladky, přes kterou je přes strojovnu vedeno tažné lano. Vozík, který je na řadě, se po uvolnění zarážky rozjíždí spádem po kolejnici a po dosažení rychlosti shodné s rychlostí tažného lana se čelist umístěná pod běhounem pevně uchytí k tažnému lanu, současně vozík přejíždí z kolejnice na nosné lano. V jedné směně se zde střídají dva pracovníci obsluhy. Obdobně funguje zapojení i odpojení v dolní stanici v Kunčicích nad Labem, kde se náklad do násypky vyklápí automaticky: jednoduchá zarážka odklopí závoru a korbička se sama otočí dnem vzhůru. Pracovník zde[kde?] pak otáčí korbičky zpět do základní polohy a zajišťuje závorou. Celkově lanovku při provozu obsluhuje pět lidí, tři v horní stanici a dva v dolní stanici.
Pohon je spádový – využívá toho, že materiál je přepravován z výše položené stanice do níže položené, tj. k uvedení do pohybu musí být na tzv. plné straně plné vozíky. Elektromotor je využíván k uvedení lanovky do pohybu a poté jako elektrodynamická brzda, lanovka tedy svým provozem vyrábí elektrickou energii pro část provozního zařízení lomu Černý Důl. Poháněcí motor typu MAO 315 - M6 má výkon 130 kW, motor pro revizní jízdu má výkon 22 kW. K dispozici je i záložní spalovací motor.

## Údržba
Čtvrtletně se provádí revize lan a traťových spojek. Z každé stanice vyjíždějí dva kontrolní vozíky a v každém z nich jsou dva pracovníci provádějící kontrolu. Mimo kontrolní dobu jsou kontrolní vozíky odstaveny na slepé koleji ve stanici Černý Důl. Promazávání lan se neprovádí, protože skapávání maziva pod dráhu bylo předmětem stížností obyvatel. Nátěr podpěrných stožárů není prováděn, proto jejich vzhled určuje barva rzi. Jedinou rekonstrukcí lanovka prošla v 70. letech, a to kvůli zvýšení výkonu. Nosná lana byla přitom během 4 měsíců vyměněna za silnější.